# International Masters 1982
Das Yamaha International Masters 1982, auch Yamaha Organs International Masters 1982 genannt, war ein professionelles Snookerturnier ohne Einfluss auf die Weltrangliste (Non-ranking-Turnier) im Rahmen der Saison 1981/82. Die Hauptrunde des Turnieres wurde vom 1. bis zum 7. März 1982 in den Assembly Rooms der englischen Stadt Derby ausgetragen. Sieger wurde Titelverteidiger Steve Davis, der im Finale Terry Griffiths mit 9:7 besiegte. Zugleich spielte der Engländer mit einem 135er-Break das höchste Break des Turnieres.

## Preisgeld
Wie auch schon im Vorjahr wurde das Turnier von dem japanischen Konzern Yamaha gesponsert, allerdings wurde das Turnier erneut umbenannt. Im Vergleich zum Vorjahr stieg das Preisgeld um gut 8.000 Pfund Sterling auf 35.200 £ an, von denen mit 10.000 £ etwas mehr als ein Viertel auf den Sieger entfiel.
|                    | Preisgeld |
| ------------------ | --------- |
| Sieger             | 10.000 £  |
| Finalist           | 5.000 £   |
| Halbfinalgruppe    | 1.500 £   |
| Haupt-Gruppenphase | 1.000 £   |
| Qualifikation      | 400 £     |
| Vor-Qualifikation  | 0 £       |
| Insgesamt          | 35.200 £  |

## Turnierverlauf
Nach zwei Jahren im selben Turniermodus wurde dieser nun abgeändert: Auch wenn nun acht Qualifikanten an der Hauptrunde teilnehmen konnten, wurden zwar wieder vier Vierer-Gruppen gebildet, allerdings kamen nun die besten beiden Spieler jeder Gruppe weiter. Das Halbfinale wurde nun ebenfalls als Gruppenphase gespielt, wobei die beiden besten Spieler zweier Gruppen gegeneinander antraten. Der jeweilige Gruppensieger qualifizierte sich für das Finale. Ebenfalls gegensätzlich zum Vorjahr wurde nun bis einschließlich zum Halbfinale im Modus Best of 3 Frames gespielt, immerhin blieb aber der Modus des Endspiels, Best of 17 Frames, gleich.

### Haupt-Gruppenphase

#### Gruppe A
| Platz | Spieler        | Partien | S | N | Frames |
| ----- | -------------- | ------- | - | - | ------ |
| 1     | Steve Davis    | 3       | 2 | 1 | 5:2    |
| 2     | Ray Edmonds    | 3       | 2 | 1 | 5:3    |
| 3     | Kirk Stevens   | 3       | 2 | 1 | 4:4    |
| 4     | Bill Werbeniuk | 3       | 0 | 3 | 1:6    |

| Spiel | Spieler 1    | Ergebnis | Spieler 2      |
| ----- | ------------ | -------- | -------------- |
| 1     | Steve Davis  | 02:02    | Bill Werbeniuk |
| 2     | Steve Davis  | 02:02    | Kirk Stevens   |
| 3     | Ray Edmonds  | 02:02    | Bill Werbeniuk |
| 4     | Ray Edmonds  | 12:12    | Steve Davis    |
| 5     | Kirk Stevens | 12:12    | Bill Werbeniuk |
| 6     | Kirk Stevens | 12:12    | Ray Edmonds    |

#### Gruppe B
| Platz | Spieler       | Partien | S | N | Frames |
| ----- | ------------- | ------- | - | - | ------ |
| 1     | Dennis Taylor | 3       | 2 | 1 | 5:3    |
| 1     | John Virgo    | 3       | 2 | 1 | 5:3    |
| 3     | Ray Reardon   | 3       | 1 | 2 | 3:4    |
| 4     | Joe Johnson   | 3       | 1 | 2 | 2:5    |

| Spiel | Spieler 1     | Ergebnis | Spieler 2     |
| ----- | ------------- | -------- | ------------- |
| 1     | Joe Johnson   | 12:12    | John Virgo    |
| 2     | Ray Reardon   | 02:02    | Joe Johnson   |
| 3     | Dennis Taylor | 02:02    | Joe Johnson   |
| 4     | Dennis Taylor | 12:12    | Ray Reardon   |
| 5     | John Virgo    | 02:02    | Ray Reardon   |
| 6     | John Virgo    | 12:12    | Dennis Taylor |

#### Gruppe C
| Platz | Spieler         | Partien | S | N | Frames |
| ----- | --------------- | ------- | - | - | ------ |
| 1     | Terry Griffiths | 3       | 3 | 0 | 6:3    |
| 2     | Graham Miles    | 3       | 2 | 1 | 5:3    |
| 3     | Doug Mountjoy   | 3       | 1 | 2 | 3:4    |
| 4     | Jimmy White     | 3       | 0 | 3 | 2:6    |

| Spiel | Spieler 1       | Ergebnis | Spieler 2     |
| ----- | --------------- | -------- | ------------- |
| 1     | Terry Griffiths | 12:12    | Doug Mountjoy |
| 2     | Terry Griffiths | 12:12    | Graham Miles  |
| 3     | Terry Griffiths | 12:12    | Jimmy White   |
| 4     | Graham Miles    | 02:02    | Doug Mountjoy |
| 5     | Graham Miles    | 12:12    | Jimmy White   |
| 6     | Doug Mountjoy   | 02:02    | Jimmy White   |

#### Gruppe D
| Platz | Spieler        | Partien | S | N | Frames |
| ----- | -------------- | ------- | - | - | ------ |
| 1     | David Taylor   | 3       | 3 | 0 | 6:3    |
| 2     | Cliff Thorburn | 3       | 1 | 2 | 4:4    |
| 3     | Tony Meo       | 3       | 1 | 2 | 3:4    |
| 4     | Alex Higgins   | 3       | 1 | 2 | 3:5    |

| Spiel | Spieler 1      | Ergebnis | Spieler 2      |
| ----- | -------------- | -------- | -------------- |
| 1     | Alex Higgins   | 12:12    | Cliff Thorburn |
| 2     | Tony Meo       | 02:02    | Alex Higgins   |
| 3     | David Taylor   | 12:12    | Alex Higgins   |
| 4     | David Taylor   | 12:12    | Cliff Thorburn |
| 5     | David Taylor   | 12:12    | Tony Meo       |
| 6     | Cliff Thorburn | 02:02    | Tony Meo       |

### Halbfinal-Gruppen

#### Gruppe A
| Platz | Spieler       | Partien | S | N | Frames |
| ----- | ------------- | ------- | - | - | ------ |
| 1     | Steve Davis   | 3       | 3 | 0 | 6:1    |
| 2     | John Virgo    | 3       | 2 | 1 | 4:2    |
| 3     | Ray Edmonds   | 3       | 1 | 2 | 2:5    |
| 4     | Dennis Taylor | 3       | 0 | 3 | 2:6    |

| Spiel | Spieler 1   | Ergebnis | Spieler 2     |
| ----- | ----------- | -------- | ------------- |
| 1     | Steve Davis | 02:02    | John Virgo    |
| 2     | Steve Davis | 02:02    | Ray Edmonds   |
| 3     | Steve Davis | 12:12    | Dennis Taylor |
| 4     | Ray Edmonds | 12:12    | Dennis Taylor |
| 5     | John Virgo  | 02:02    | Dennis Taylor |
| 6     | John Virgo  | 02:02    | Ray Edmonds   |

#### Gruppe B
| Platz | Spieler         | Partien | S | N | Frames |
| ----- | --------------- | ------- | - | - | ------ |
| 1     | Terry Griffiths | 3       | 3 | 0 | 6:1    |
| 2     | Cliff Thorburn  | 3       | 2 | 1 | 5:4    |
| 3     | Graham Miles    | 3       | 1 | 2 | 3:4    |
| 4     | David Taylor    | 3       | 0 | 3 | 1:6    |

| Spiel | Spieler 1       | Ergebnis | Spieler 2      |
| ----- | --------------- | -------- | -------------- |
| 1     | Terry Griffiths | 02:02    | David Taylor   |
| 2     | Terry Griffiths | 02:02    | Graham Miles   |
| 3     | Terry Griffiths | 12:12    | Cliff Thorburn |
| 4     | Graham Miles    | 02:02    | David Taylor   |
| 5     | Cliff Thorburn  | 12:12    | Graham Miles   |
| 6     | Cliff Thorburn  | 12:12    | David Taylor   |

### Finale
Wie auch schon im Vorjahr hatte der amtierende Weltmeister Steve Davis das Finale erreicht. Hatte er in der Haupt-Gruppenphase noch ein Spiel verloren, gewann er in der Halbfinal-Gruppe alle Spiele und qualifizierte sich damit souverän für das Finale. In diesem traf er auf Ex-Weltmeister Terry Griffiths, der im Gegensatz zu Davis bei diesem Turnier bislang keine einzige Niederlage einstecken musste.
Das gesamte Finale war von hohen Breaks von über 50 Punkten geprägt. Den Spielanfang dominierte Griffiths, der mit 1:3 in Führung ging, dann aber dem Ausgleich von Davis zum 3:3 nichts entgegensetzen konnte. Im Folgenden ging Davis dreimal in Führung und Griffiths glich jeweils aus, bis Davis beim Stande von 6:6 erstmals mit zwei Frames in Führung gehen konnte. Zwar verkürzte Griffiths noch zum 8:7, doch mit einem 135er-Break, dem einzigen Century Break des Endspiels, schaffte Davis den Gewinn des entscheidenden Frames zum Endstand von 9:7.
| Finale: Best of 17 Frames Assembly Rooms, Derby, England, 7. März 1982 |                |                 |
| Steve Davis | 9:7            | Terry Griffiths |
| Nachmittagssession 120:0 (74), 50:78 (55), 11:91 (83), 39:76 (67), 53:37, 74:9 (74), 64:53 (T. 50), 62:69 Abendsession 71:42, 52:82 (T. 52), 73:54 (73), 29:83, 93:28 (68), 82:30 (80), 65:77 (D. 59; T. 55), 135:0 (135) |                |                 |
| 135 | Höchstes Break | 83              |
| 1 | Century-Breaks | –               |
| 7 | 50+-Breaks     | 6               |

## Qualifikation
Die Qualifikation zum Turnier begann am 2. Januar 1982 und endete erst über einen Monat später am 7. Februar 1982. Sie begann mit einem einzelnen Spiel in einer ersten Runde der Vor-Qualifikation, an das sich eine aus vier Dreier-Gruppen zusammengesetzten zweiten Vor-Qualifikationsrunde anschloss. Die beiden Erstplatzierten jeder Gruppe rückten in die dritte Runde der Vor-Qualifikation vor, in der in vier Vierer-Gruppen ebenfalls jeweils zwei Spieler ausgespielt wurden, die in die finale Qualifikationsrunde vorrückten. In dieser wurden erneut in vier Vierer-Gruppen pro Gruppe zwei Qualifikanten gesucht.

### Erste Vor-Qualifikation
| Spiel | Spieler 1     | Ergebnis | Spieler 2    |
| ----- | ------------- | -------- | ------------ |
| 1     | Dean Reynolds | 03:03    | Tommy Murphy |

### Zweite Vor-Qualifikation

#### Gruppe A
| Platz | Spieler          | Partien | S | N | Frames |
| ----- | ---------------- | ------- | - | - | ------ |
| 1     | Dean Reynolds    | 2       | 2 | 0 | 4:1    |
| 2     | Eddie McLaughlin | 2       | 1 | 1 | 3:2    |
| 3     | Patsy Fagan      | 2       | 0 | 2 | 0:4    |

| Spiel | Spieler 1        | Ergebnis | Spieler 2        |
| ----- | ---------------- | -------- | ---------------- |
| 1     | Dean Reynolds    | 02:02    | Patsy Fagan      |
| 2     | Dean Reynolds    | 12:12    | Eddie McLaughlin |
| 3     | Eddie McLaughlin | 02:02    | Patsy Fagan      |

#### Gruppe B
| Platz | Spieler      | Partien | S | N | Frames |
| ----- | ------------ | ------- | - | - | ------ |
| 1     | Cliff Wilson | 2       | 2 | 0 | 4:1    |
| 2     | Geoff Foulds | 2       | 1 | 1 | 2:3    |
| 3     | John Dunning | 2       | 0 | 2 | 2:4    |

| Spiel | Spieler 1    | Ergebnis | Spieler 2    |
| ----- | ------------ | -------- | ------------ |
| 1     | Cliff Wilson | 02:02    | Geoff Foulds |
| 2     | Cliff Wilson | 12:12    | John Dunning |
| 3     | Geoff Foulds | 12:12    | John Dunning |

#### Gruppe C
| Platz | Spieler        | Partien | S | N | Frames |
| ----- | -------------- | ------- | - | - | ------ |
| 1     | Paul Medati    | 2       | 2 | 0 | 4:0    |
| 2     | Eddie Sinclair | 2       | 1 | 1 | 2:2    |
| 3     | Eugene Hughes  | 2       | 0 | 2 | 0:4    |

| Spiel | Spieler 1      | Ergebnis | Spieler 2      |
| ----- | -------------- | -------- | -------------- |
| 1     | Eddie Sinclair | 02:02    | Eugene Hughes  |
| 2     | Paul Medati    | 02:02    | Eddie Sinclair |
| 3     | Paul Medati    | 02:02    | Eugene Hughes  |

#### Gruppe D
| Platz | Spieler         | Partien | S | N | Frames |
| ----- | --------------- | ------- | - | - | ------ |
| 1     | Jim Meadowcroft | 2       | 2 | 0 | 4:2    |
| 2     | Mike Watterson  | 2       | 1 | 1 | 3:2    |
| 3     | Clive Everton   | 2       | 0 | 2 | 1:4    |

| Spiel | Spieler 1       | Ergebnis | Spieler 2      |
| ----- | --------------- | -------- | -------------- |
| 1     | Jim Meadowcroft | 12:12    | Mike Watterson |
| 2     | Mike Watterson  | 02:02    | Clive Everton  |
| 3     | Jim Meadowcroft | 12:12    | Clive Everton  |

### Dritte Vor-Qualifikation

#### Gruppe A
| Platz | Spieler          | Partien | S | N | Frames |
| ----- | ---------------- | ------- | - | - | ------ |
| 1     | Tony Knowles     | 3       | 2 | 1 | 5:3    |
| 1     | Dean Reynolds    | 3       | 2 | 1 | 5:3    |
| 3     | Rex Williams     | 3       | 2 | 1 | 5:4    |
| 4     | Eddie McLaughlin | 3       | 0 | 3 | 1:6    |

| Spiel | Spieler 1     | Ergebnis | Spieler 2        |
| ----- | ------------- | -------- | ---------------- |
| 1     | Tony Knowles  | 02:02    | Eddie McLaughlin |
| 2     | Tony Knowles  | 12:12    | Dean Reynolds    |
| 3     | Dean Reynolds | 02:02    | Eddie McLaughlin |
| 4     | Dean Reynolds | 12:12    | Rex Williams     |
| 5     | Rex Williams  | 12:12    | Eddie McLaughlin |
| 6     | Rex Williams  | 12:12    | Tony Knowles     |

#### Gruppe B
| Platz | Spieler      | Partien | S | N | Frames |
| ----- | ------------ | ------- | - | - | ------ |
| 1     | Dave Martin  | 3       | 3 | 0 | 6:3    |
| 2     | Joe Johnson  | 3       | 2 | 1 | 5:2    |
| 3     | Cliff Wilson | 3       | 1 | 2 | 3:4    |
| 4     | Geoff Foulds | 3       | 0 | 3 | 1:6    |

| Spiel | Spieler 1    | Ergebnis | Spieler 2    |
| ----- | ------------ | -------- | ------------ |
| 1     | Joe Johnson  | 02:02    | Cliff Wilson |
| 2     | Joe Johnson  | 02:02    | Geoff Foulds |
| 3     | Dave Martin  | 12:12    | Cliff Wilson |
| 4     | Dave Martin  | 12:12    | Geoff Foulds |
| 5     | Dave Martin  | 12:12    | Joe Johnson  |
| 6     | Cliff Wilson | 02:02    | Geoff Foulds |

#### Gruppe C
| Platz | Spieler        | Partien | S | N | Frames |
| ----- | -------------- | ------- | - | - | ------ |
| 1     | Willie Thorne  | 3       | 2 | 1 | 5:2    |
| 2     | Jimmy White    | 3       | 2 | 1 | 4:3    |
| 3     | Eddie Sinclair | 3       | 1 | 2 | 3:4    |
| 4     | Paul Medati    | 3       | 1 | 2 | 2:5    |

| Spiel | Spieler 1      | Ergebnis | Spieler 2      |
| ----- | -------------- | -------- | -------------- |
| 1     | Paul Medati    | 12:12    | Willie Thorne  |
| 2     | Eddie Sinclair | 02:02    | Paul Medati    |
| 3     | Willie Thorne  | 02:02    | Eddie Sinclair |
| 4     | Willie Thorne  | 02:02    | Jimmy White    |
| 5     | Jimmy White    | 02:02    | Paul Medati    |
| 6     | Jimmy White    | 12:12    | Eddie Sinclair |

#### Gruppe D
| Platz | Spieler         | Partien | S | N | Frames |
| ----- | --------------- | ------- | - | - | ------ |
| 1     | Mike Watterson  | 3       | 2 | 1 | 5:3    |
| 2     | Jim Meadowcroft | 3       | 2 | 1 | 4:3    |
| 3     | Mike Hallett    | 3       | 1 | 2 | 4:5    |
| 4     | Pat Houlihan    | 3       | 1 | 2 | 3:5    |

| Spiel | Spieler 1       | Ergebnis | Spieler 2       |
| ----- | --------------- | -------- | --------------- |
| 1     | Mike Hallett    | 12:12    | Mike Watterson  |
| 2     | Pat Houlihan    | 12:12    | Mike Hallett    |
| 3     | Jim Meadowcroft | 02:02    | Pat Houlihan    |
| 4     | Jim Meadowcroft | 12:12    | Mike Hallett    |
| 5     | Mike Watterson  | 02:02    | Jim Meadowcroft |
| 6     | Mike Watterson  | 12:12    | Pat Houlihan    |

### Haupt-Qualifikation

#### Gruppe A
| Platz | Spieler       | Partien | S | N | Frames |
| ----- | ------------- | ------- | - | - | ------ |
| 1     | Kirk Stevens  | 3       | 3 | 0 | 6:2    |
| 2     | Ray Edmonds   | 3       | 1 | 2 | 3:4    |
| 3     | Tony Knowles  | 3       | 1 | 2 | 4:5    |
| 4     | Dean Reynolds | 3       | 1 | 2 | 3:5    |

| Spiel | Spieler 1     | Ergebnis | Spieler 2     |
| ----- | ------------- | -------- | ------------- |
| 1     | Ray Edmonds   | 02:02    | Dean Reynolds |
| 2     | Tony Knowles  | 12:12    | Ray Edmonds   |
| 3     | Dean Reynolds | 12:12    | Tony Knowles  |
| 4     | Kirk Stevens  | 02:02    | Ray Edmonds   |
| 5     | Kirk Stevens  | 12:12    | Dean Reynolds |
| 6     | Kirk Stevens  | 12:12    | Tony Knowles  |

#### Gruppe B
| Platz | Spieler      | Partien | S | N | Frames |
| ----- | ------------ | ------- | - | - | ------ |
| 1     | John Virgo   | 3       | 3 | 0 | 6:2    |
| 2     | Joe Johnson  | 3       | 2 | 1 | 5:3    |
| 3     | John Spencer | 3       | 1 | 2 | 3:4    |
| 4     | Dave Martin  | 3       | 0 | 3 | 1:6    |

| Spiel | Spieler 1    | Ergebnis | Spieler 2    |
| ----- | ------------ | -------- | ------------ |
| 1     | Joe Johnson  | 02:02    | Dave Martin  |
| 2     | Joe Johnson  | 12:12    | John Spencer |
| 3     | John Spencer | 02:02    | Dave Martin  |
| 4     | John Virgo   | 02:02    | John Spencer |
| 5     | John Virgo   | 12:12    | Joe Johnson  |
| 6     | John Virgo   | 12:12    | Dave Martin  |

#### Gruppe C
| Platz | Spieler       | Partien | S | N | Frames |
| ----- | ------------- | ------- | - | - | ------ |
| 1     | Jimmy White   | 3       | 3 | 0 | 6:0    |
| 2     | Graham Miles  | 3       | 2 | 1 | 4:3    |
| 3     | Willie Thorne | 3       | 1 | 2 | 3:5    |
| 4     | Fred Davis    | 3       | 0 | 3 | 1:6    |

| Spiel | Spieler 1     | Ergebnis | Spieler 2     |
| ----- | ------------- | -------- | ------------- |
| 1     | Graham Miles  | 02:02    | Fred Davis    |
| 2     | Graham Miles  | 12:12    | Willie Thorne |
| 3     | Willie Thorne | 12:12    | Fred Davis    |
| 4     | Jimmy White   | 02:02    | Fred Davis    |
| 5     | Jimmy White   | 02:02    | Graham Miles  |
| 6     | Jimmy White   | 02:02    | Willie Thorne |

#### Gruppe D
| Platz | Spieler         | Partien | S | N | Frames |
| ----- | --------------- | ------- | - | - | ------ |
| 1     | Alex Higgins    | 3       | 3 | 0 | 6:2    |
| 2     | Tony Meo        | 3       | 2 | 1 | 5:2    |
| 3     | Jim Meadowcroft | 3       | 1 | 2 | 2:5    |
| 4     | Mike Watterson  | 3       | 0 | 3 | 2:6    |

| Spiel | Spieler 1       | Ergebnis | Spieler 2       |
| ----- | --------------- | -------- | --------------- |
| 1     | Alex Higgins    | 02:02    | Jim Meadowcroft |
| 2     | Alex Higgins    | 12:12    | Tony Meo        |
| 3     | Alex Higgins    | 12:12    | Mike Watterson  |
| 4     | Jim Meadowcroft | 12:12    | Mike Watterson  |
| 5     | Tony Meo        | 02:02    | Jim Meadowcroft |
| 6     | Tony Meo        | 02:02    | Mike Watterson  |

## Century Breaks
Während des gesamten Turnieres spielten zwei Spieler jeweils zwei Century Breaks:
- Steve Davis: 135, 121
- John Virgo: 111, 101